# Napoléon, au nom de l'art
Pour plus de détails, voir Fiche technique et Distribution.
Napoléon, au nom de l’art (Napoleon - In the Name of Art) est un documentaire italien réalisé par Giovanni Piscaglia en 2021.

## Synopsis
La relation complexe qu'entretint Napoléon Ier avec la culture et l'art, qui l'obséda durant les différentes étape de sa vie, motivé aussi bien par sa soif de pouvoir et de gloire que de connaissance avec le dessein d'allier son image aux grandes civilisations du passé.

## Fiche technique
- Réalisateur : Giovanni Piscaglia
- Écriture : Didi Gnocchi, Matteo Moneta
- Musique : Remo Anzovino
- Production : Franco di Sarro
- Diffuseur : Historie Tv

## Distribution
- Jeremy Irons : Narrateur

Avec des interventions notamment de : 
- - James Bradburne : directeur de la Pinacothèque de Brera et de la Biblioteca nazionale Braidense
  - Giuseppina Bridelli : Soliste
  - Charles Napoléon : ainé de la maison Bonaparte
  - Marco Pace : Directeur musical

## Réception
Le documentaire est bien accueilli par Télérama ainsi que The Observatorial, Atribune et Artemagazine. NRC Handelsblad nuance sa critique reprochant au documentaire son manque de clairvoyance quant aux actes concrets de Napoléon.